# Pyrenopeziza arctii
Pyrenopeziza arctii är en svampart som först beskrevs av William Phillips, och fick sitt nu gällande namn av John Axel Nannfeldt 1932. Enligt Catalogue of Life ingår Pyrenopeziza arctii i släktet Pyrenopeziza, ordningen disksvampar, klassen Leotiomycetes, divisionen sporsäcksvampar och riket svampar, men enligt Dyntaxa är tillhörigheten istället släktet Pyrenopeziza, familjen Dermateaceae, ordningen disksvampar, klassen Leotiomycetes, divisionen sporsäcksvampar och riket svampar. Arten är reproducerande i Sverige. Inga underarter finns listade i Catalogue of Life.